# فلدرفین، درنته
فلدرفین، درنته (به هلندی: Vledderveen) یک منطقهٔ مسکونی در هلند است که در وسترفلد واقع شده‌است.